# Ssireum
Ssireum, ssirum, ssirym (kor. 씨름; trb. ssireum, ssirŭm) – tradycyjne koreańskie zapasy, które powszechnie uprawiane są w Republice Korei oraz w Koreańskiej Republice Ludowo-Demokratycznej, gdzie mają status sportu narodowego.
W listopadzie 2018 roku podczas odbywającej się w Port-Louis na Mauritiusie 13. sesji Międzyrządowego Komitetu ds. Ochrony Niematerialnego Dziedzictwa Kulturowego sport wpisany został na listę reprezentatywną niematerialnego dziedzictwa kulturowego UNESCO. Dzięki zaangażowaniu dyrektor generalnej organizacji, Audrey Azoulay, jednym wpisem objęto tradycję uprawiania ssireum w obu państwach koreańskich.

## Charakterystyka

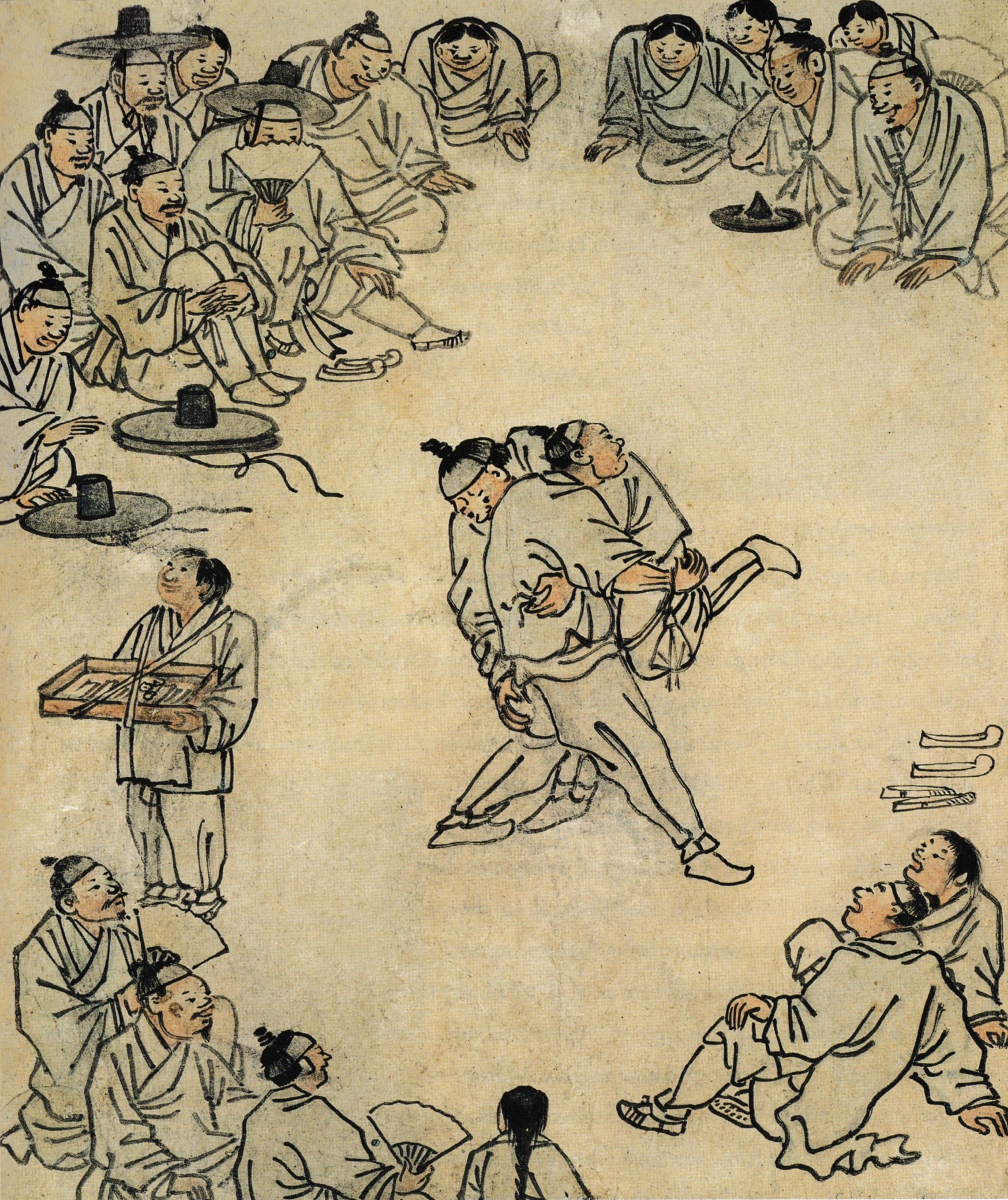
Ssireum na rycinie z ok. 1780 roku, ze zbiorów Koreańskie Muzeum Narodowe w Seulu

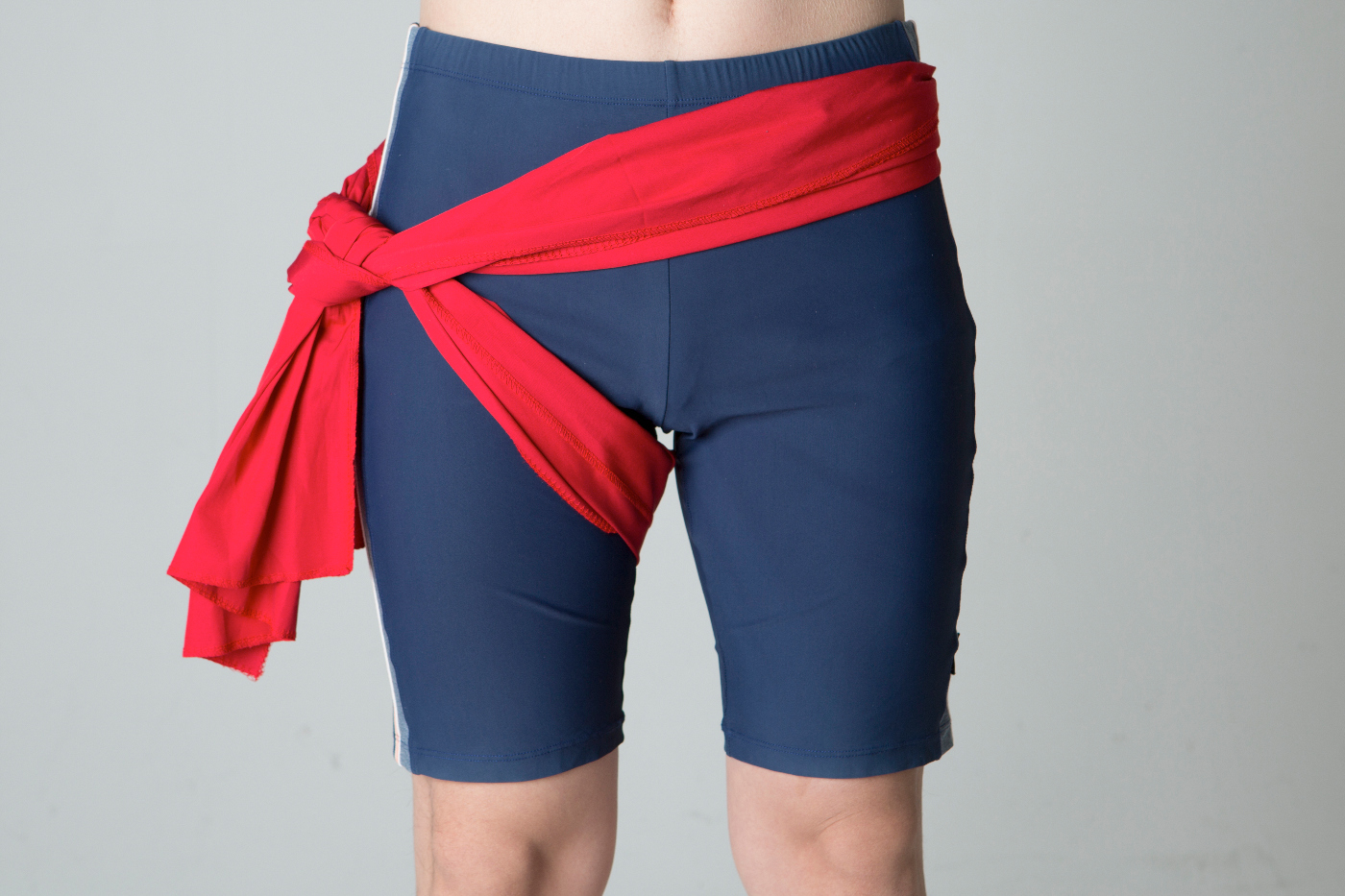
Pas satpa

Tradycja ssireum jest szeroko rozpowszechniona na obszarze całej Korei. Już od wieków Koreańczycy uprawiają zapasy dla zwiększenia tężyzny fizycznej oraz harmonijnego rozwoju ciała i umysłu. Ssireum praktykowane jest w ramach przerw w pracy, a przede wszystkim podczas świąt ludowych, targów i festiwali, w czasie których organizowane są zawody w tej dyscyplinie. Całe społeczności wsi i miast gromadzą się wokół piaszczystych ringów, na których walczą zapaśnicy, dopingując swoich faworytów.
W trakcie walki zawodnicy starają się powalić na ziemię przeciwnika siłą własnych rąk, nóg i tułowia oraz przy użyciu specjalnego materiałowego pasa zwanego satpa (kor. 샅바) przewiązywanego wokół bioder i uda. W różnych regionach obu krajów rozwinęły się nieco odmienne techniki walki. Zwycięzca zawodów otrzymuje tytuł Changsa (kor. 장사) oraz dostaje w nagrodę byka będącego symbolem obfitości, na którym następnie triumfalnie objeżdża okolicę.
Tradycję kultywują wszyscy członkowie lokalnych społeczności – od dzieci po osoby starsze. Wiedza o ssireum przekazywana jest z pokolenia na pokolenie w rodzinach, a także nauczana jest w szkołach, klubach, na uniwersytetach i podczas dorocznych turniejów zapaśniczych. Zapasy wzmacniają poczucie przynależności do społeczności, solidarność i współpracę w jej obrębie. Z racji niewielkiego ryzyka kontuzji sport ten zalecany jest dla poprawy zdrowia fizycznego i psychicznego.
Tradycja ssireum jest również podtrzymywana wśród koreańskiej diaspory zamieszkującej m.in. Japonię, Stany Zjednoczone, Chiny czy Uzbekistan. W Polsce funkcjonuje Związek Sportowy Polska Unia Ssireum z siedzibą w Lublinie, który ma na celu popularyzację tej dyscypliny sportu. 